# Um Filme em Forma de Assim
Um Filme em Forma de Assim é uma longa-metragem musical portuguesa de 2022, realizada por João Botelho e adaptada por Botelho e Maria Antónia Oliveira, inspirando-se na compilação Uma Coisa em Forma de Assim, de Alexandre O'Neill. O filme é protagonizado por um ensemble cast, do qual se destaca Pedro Lacerda, interpretando uma versão do autor da obra original, mas também Inês Castel-Branco, Cláudio da Silva e Crista Alfaiate.
A longa-metragem fez parte do programa Sessões especiais do IndieLisboa, onde estreou a 28 de abril de 2022. Em Portugal, Um Filme em Forma de Assim foi lançado comercialmente a 12 de maio do mesmo ano.

## Sinopse
A cena decorre numa Alcântara (Lisboa) imaginada como um sonho musical. Os personagens sucedem-se, com textos tanto declamados como cantados, que despoletam situações caóticas e entusiasmantes. Chegado o fim, a poesia é substituída pela dança ao som de música eletrónica, de jovens com máscaras na cara.

## Elenco

### Atores
- Pedro Lacerda, como Alexandre;[7]
- Inês Castel-Branco, como Francesa;
- Crista Alfaiate, como Ema;
- Cláudio da Silva, como Fotógrafo.
- Carmen Santos;
- Rita Blanco;
- Joana Santos;
- Marina Albuquerque;
- José Martins;
- Luís Lucas;
- Gabriela Barros;
- Maria João Pinho;
- Sandra Santos;
- Carla Bolito;
- Dinarte Branco;
- Isabél Zuaa;
- Matamba Joaquim;
- Maya Booth;
- Soraia Chaves;
- Filipe Vargas.

### Músicos
- Ana Quintans, como Cantora;
- Daniel Bernardes, como Pianista;
- Diogo Leite, como Coro dos comensais;
- Michel de Roubaix, como Acordeonista cego;
- João Neves, como Mendigo cantor.[8]

## Equipa técnica
- Realização: João Botelho
- Argumento: João Botelho e Maria Antónia Oliveira

- Direção vocal: Pedro Teixeira
- Música: Daniel Bernardes
- Produção musical: Hugo Silva

- Direção de fotografia: João Ribeiro
- Efeitos especiais: Jorge Carvalho

- Conceção de cenários: Alexandre Oliveira
- Figurinos: Sílvia Grabowski
- Caracterização: Rita Castro

- Montagem: João Braz
- Montagem de som: Paulo Abelho
- Misturas: Joana Niza Braga e Paulo Abelho

- Produção: Alexandre Oliveira
- Direção de produção: Pedro Bento
- Chefe de produção: Luís Magina

## Produção

### Desenvolvimento
João Botelho anunciou o projeto inicialmente em 2019. Pediu a colaboração de Maria Antónia Oliveira, a autora de Alexandre O’Neill: Uma Biografia Literária, para contribuir para o seu argumento com episódios da biografia de Alexandre O’Neill, depois de ter já composto grande parte inspirando-se nas frases publicitárias, contos, crónicas, fotografias e, em particular, adaptando diretamente a poesia de O'Neill para compôr todos os diálogos e música. Utilizando como base do argumento a compilação Uma Coisa em Forma de Assim, o realizador concluiu: "posso fazer tudo o que me apetece. Eu já tenho idade para isto". Acerca da sua colaboração no processo de escrita, Maria Antónia Oliveira defendeu que "qualquer livro para ser adaptado ao cinema, só lucra em ser completamente estraçalhado, devassado, e dei para isso toda a liberdade ao João. Houve um caldeirão onde se misturaram a minha biografia, a poesia e prosa do O'Neill, a fotografia, o que nós fomos pensando, as ideias do João, muita coisa". Assim, a narrativa foi sendo composta por textos que também servissem de descrição da sociedade da época em que o autor viveu. João Botelho justificou a opção de desenvolver o seu filme como um musical devido às características da obra de Alexandre O'Neill: "Os textos de O’Neill são também exemplares da minha pátria e mesmo os que não apresento cantados, soltam música por todos os lados. Decidi assim fazer um filme musical de planos de sequência com cores berrantes que acho justos para as espantosas criações de um enorme escritor". Daniel Bernardes foi convidado para desenvolver as composições originais a partir dos textos selecionados para o argumento.
Ainda que um dos personagens centrais da obra se chame Alexandre e se aproxime do autor que inspira a longa-metragem, Botelho defende que "Ninguém é O’Neill neste filme, mas todos, atores principais e secundários, são o escritor, porque em cenas criadas por ele, em outras inventadas por mim, transportam a sua magnifica escrita". Antes da rodagem, o realizador ensaiou com o elenco de atores numa abordagem próxima à do teatro, para trabalhar a poesia de O'Neill. Botelho admitiu o seu agrado com os resultados deste processo: "Nunca ouvi dizer tão bem o “Um Adeus Português”. É difícil ouvir bem o português, porque é uma língua difícil. Nós falamos mais com consoantes do que com vogais…".
A longa-metragem foi produzida pela Ar de Filmes, com a participação financeira do Instituto do Cinema e do Audiovisual, da RTP, do Fundo de Apoio ao Turismo e ao Cinema e da Câmara Municipal de Lisboa.

### Rodagem

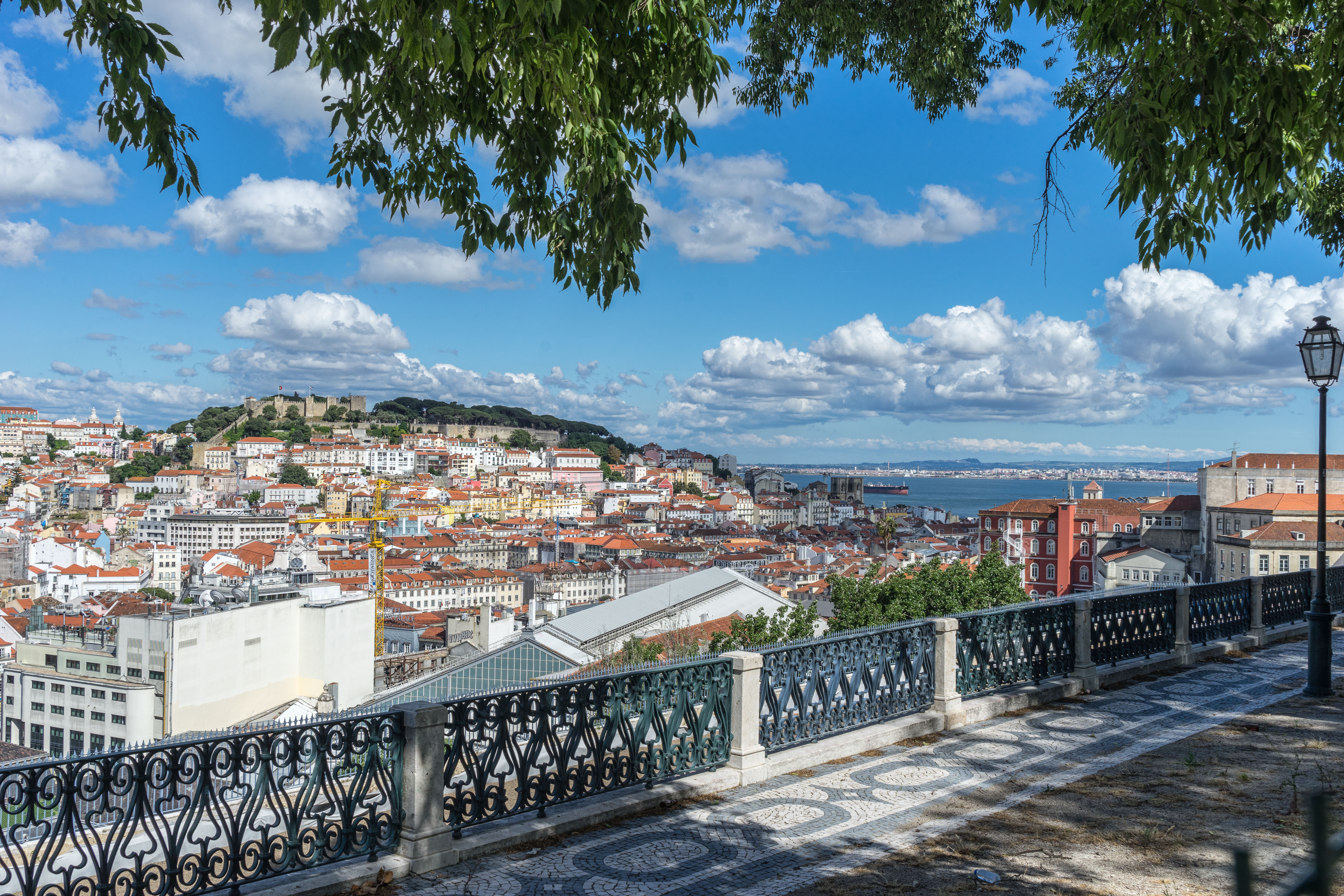
Os cenários do filme inspiram-se em fotografias da década de 1970 de locais de Alcântara, como o Miradouro de S. Pedro.

Condicionada pelas regras da pandemia de COVID-19, a longa-metragem foi gravada em abril de 2021 quase na sua totalidade num armazém em Azeitão, onde havia sido também gravado Os Maias: Cenas da Vida Romântica. Assim, puderam ser reaproveitados os cenários artificiais construídos para o filme de 2014, desta vez compondo uma rua inspirada na Rua da Escola Politécnica de Alcântara, com um jardim adjacente reminiscente do Miradouro de São Pedro de Alcântara, um antiquário, uma taberna e um café-teatro.

## Continuidade artística
A especificidade do cinema de João Botelho associa-se a uma ideia de didatismo e luta contra a perda de memória pelo modo como adapta clássicos da literatura portuguesa. Entre eles estão adaptações de textos de Almeida Garrett (Quem és tu?), Miguel Torga (A terra antes do céu), Agustina Bessa‑Luís (A corte do norte), Fernando Pessoa (Filme do Desassossego), Eça de Queiroz (Os Maias), Fernão Mendes Pinto (Peregrinação) e José Saramago (O ano da morte de Ricardo Reis). Em Um Filme em Forma de Assim, João Botelho avança com uma proposta que expande a partir da referência e homenagem direta que o seu segundo filme, Um Adeus Português, faz à poesia de Alexandre O’Neill.
De entre os vários filmes da carreira do realizador, Um Filme em Forma de Assim aproxima-se mais de Filme do Desassossego. Um dos motivos para tal reside em tanto Uma Coisa em Forma de Assim como Livro do Desassossego serem obras consideradas impossíveis de filmar ou inadaptáveis pela sua ausência de narrativa. Botelho compara os dois filmes do seguinte modo: "o que tenho procurado nestes filmes, seja o Filme do Desassossego, seja este, é atingir a emoção das pessoas por meio de elementos de abstração. Criar coisas que tenham um impacto sem ter de estar a contar uma história. E isso é uma coisa que me revolta no cinema que hoje se nos impõe, na forma como a sua gramática se reduz a esse modo de narrar histórias. Estamos a ver esses filmes que nos vão contando histórias, que podem até ser diferentes, mas que o fazem sempre da mesma maneira". Os cinéfilos que compararam ambos filmes enaltecem também como estes se diferenciam visualmente, de acordo com o estilo de escrita dos autores das obras originais. Se a Pessoa se associa um filme de sombras, em O’Neill exibem-se luzes e cores garridas. Um Filme em Forma de Assim assume-se enquanto um musical boémio, frenético e espirituoso, entre estilos de jazz, música popular, fado e trance. Utilizando um dispositivo pessoano, neste filme a identidade de O'Neill desdobra-se em vários atores e personagens. A narrativa surrealista do filme organiza-se como um sonho reminiscente do cinema de Luis Buñuel, composto de uma sucessão de planos-sequência abstratos e caóticos.

## Distribuição
A primeira exibição de Um Filme em Forma de Assim decorreu a 28 de abril de 2022, no Cinema São Jorge, enquadrado na 19ª edição do IndieLisboa – Festival Internacional de Cinema. A longa-metragem chegou depois, a 12 de maio do mesmo ano, aos cinemas nacionais. Este filme viria a motivar uma retrospetiva durante o mês de setembro de 2022, na qual a Cinemateca Portuguesa exibiu quase todos os filmes de João Botelho.
A 2 de fevereiro de 2023, o filme foi transmitido na RTP1, data a partir da qual ficou disponível na plataforma de streaming RTP Play.

## Receção

### Audiência
Aquando a sua distribuição comercial em Portugal ao longo de 2022, a longa-metragem foi vista por 2.208 espetadores em sala.

### Familiares de O'Neill
De acordo com João Botelho, Um Filme em Forma de Assim foi bem recebido pelos familiares de Alexandre O'Neill, em particular pelo seu filho, Afonso, "por achar que o filme tem impacto e mostra quem era e quem é o pai".

### Crítica
De maneira geral, a crítica especializada teceu críticas positivas a Um Filme em Forma de Assim. O cinéfilo Manuel Halpern, naVisão, considera que esta é a melhor adaptação que Botelho faz a uma obra literária, concluindo que "se Alexandre O’Neill reencarnasse sob a forma de obra cinematográfica seria exatamente assim". Pedro Afonso (Laxante Cultural) atribui 4 estrelas (de um total de 5) à longa-metragem, admirando a minúcia e precisão do trabalho de realização. Este crítico considera que o realizador abandonou alguma da sua formalidade, o que lhe permitiu explorar novos imaginários e ritmos. Os críticos de cinema do Diário de Notícias escreveram igualmente textos elogiosos. João Lopes mostra-se também agradado pelo modo como Botelho abandona uma abordagem intransigente e austera, e explora os movimentos da câmara, resultando numa aventura com uma musicalidade própria, entre a pompa operática e a ligeireza do teatro de revista. Rui Pedro Tendinha destaca a força com que o elenco feminino interpreta os textos Alexandre O'Neill, nomeando em particular a interpretação de Crista Alfaiate. Cláudio Alves (Magazine HD) louva também o trabalho da equipa recorrente de Botelho, enaltecendo a cinematografia multicolorida de João Ribeiro, mas tempera a sua crítica defendendo que "há certa amorfia no exercício, uma falta de força motriz até às passagens finais ditarem um propósito para a fita".